# Rajapur (Nepal)
Rajapur (nep. राजापुर नगरपालिका) – gaun wikas samiti w zachodniej części Nepalu w strefie Bheri w dystrykcie Bardiya. Według nepalskiego spisu powszechnego z 2001 roku liczył on 1876 gospodarstw domowych i 12657 mieszkańców (6220 kobiet i 6437 mężczyzn).